# Ън
Ꙟ, ꙟ (произнася се „ън“) е буква от вече излязлата от употреба румънска кирилица. Тя изразява звука [ɨn] или [ɨm] (приблизително „ын“, „ым“). Буквата се е използвала най-вече за представката în- (Ꙟвъца = învăţa, уча се). Произходът на буквата е неясен. Предполага се, че тя представлява модификация на големия юс (Ѫ). В последните години, в които кирилицата все още се е използвала в Румъния, правописът е бил променен и буквата Ън се е пишела само за да отбележи î- във вече споменатата приставка. В съвременната румънска азбука този знак е заменен с латинските буквосъчетания în или îm.
Уникод пресъздава буквата Ꙟ посредством кодировката U+A65E за главната и U+A65F за малката буква. Тъй като малко компютърни шрифтове (като например Code2000) поддържат нужните знаци, понякога Ꙟ се изразява с насочената нагоре стрелка (↑).